# Пенсвил (Њу Џерзи)
Пенсвил (енгл. Pennsville) насељено је место без административног статуса у америчкој савезној држави Њу Џерзи.

## Демографија
По попису из 2010. године број становника је 11.888, што је 231 (2,0%) становника више него 2000. године.
| Група             | 2000.          | 2010.          |
| Белци             | 11.200 (96,1%) | 11.106 (93,4%) |
| Афроамериканци    | 79 (0,7%)      | 159 (1,3%)     |
| Азијати           | 103 (0,9%)     | 160 (1,3%)     |
| Хиспаноамериканци | 185 (1,6%)     | 337 (2,8%)     |
| Укупно            | 11.657         | 11.888         |